# Vickers Viscount
Vickers Viscount – brytyjski samolot pasażerski firmy Vickers o napędzie turbośmigłowym, produkowany w latach 1948-1964.

## Historia
Prototyp został oblatany 16 lipca 1948 r., był to wówczas pierwszy samolot pasażerski z napędem turbośmigłowym. W późniejszych latach opracowano wersje rozwojowe maszyny oznaczone jako 700, 700D, 770D, 771D, 800 i 810. Był produkowany w latach 1948-1964. Na pokład mógł zabrać do 75 pasażerów. PLL LOT zakupiły w listopadzie 1962 roku 3 maszyny tej serii. Zarejestrowano je pod znakami SP-LVA, SP-LVB i SP-LVC.

## Katastrofy
- 19 grudnia 1962 polski samolot SP-LVB rozbił się 1300 m od progu pasa lotniska Okęcie w Warszawie, zginęły 33 osoby (wszyscy na pokładzie)[3].

## Galeria

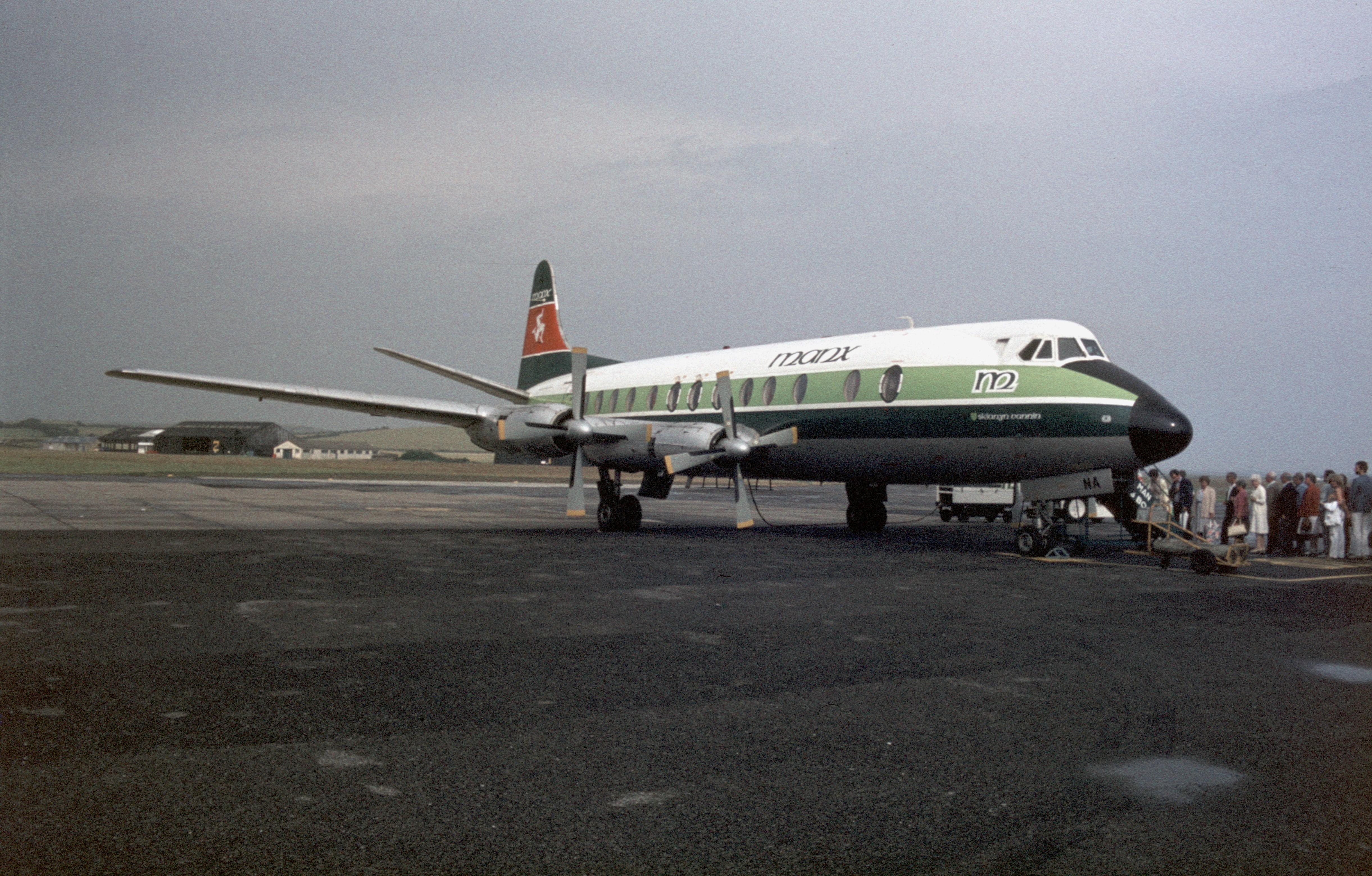
Na wyspie Man w 1983
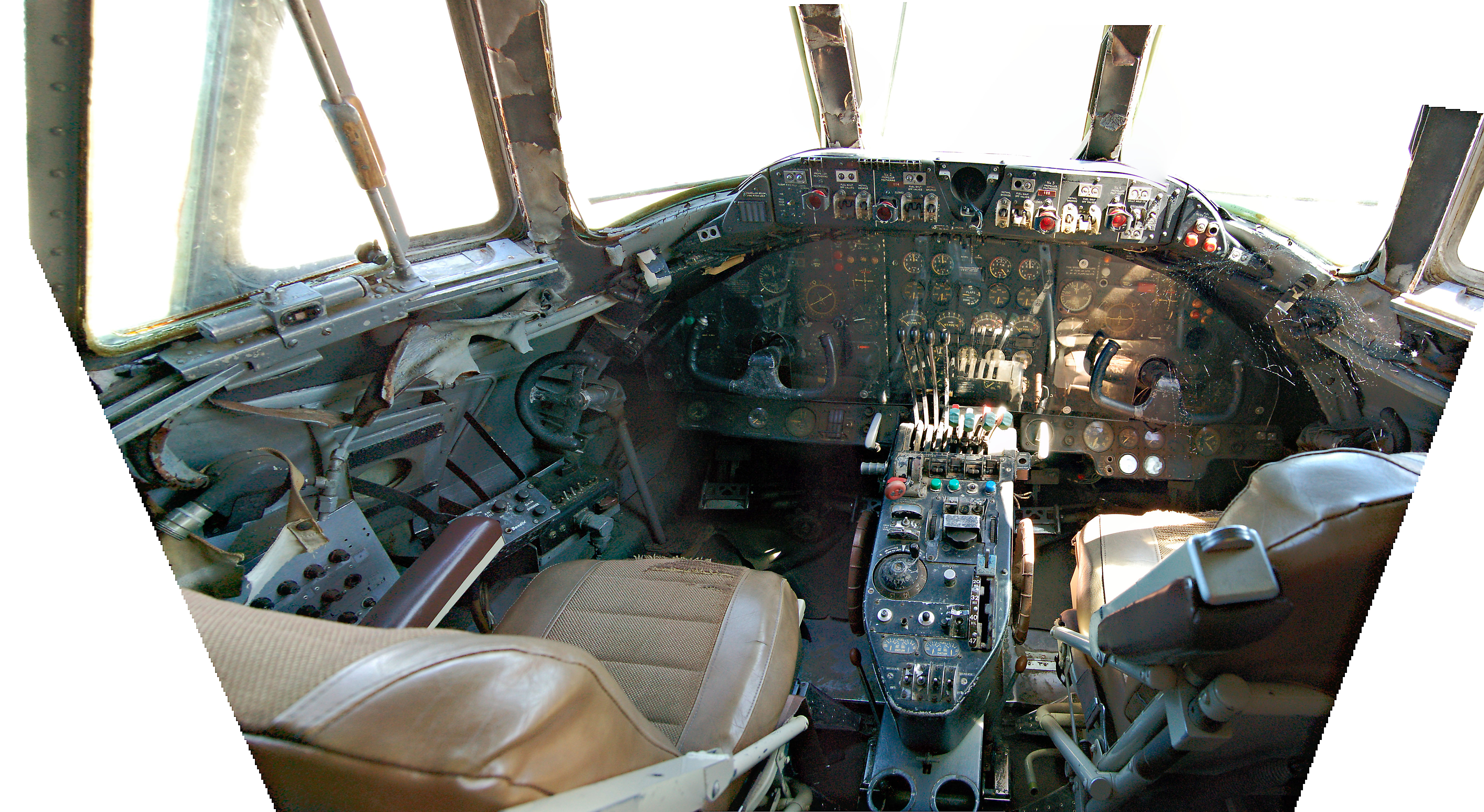
Kokpit przed remontem
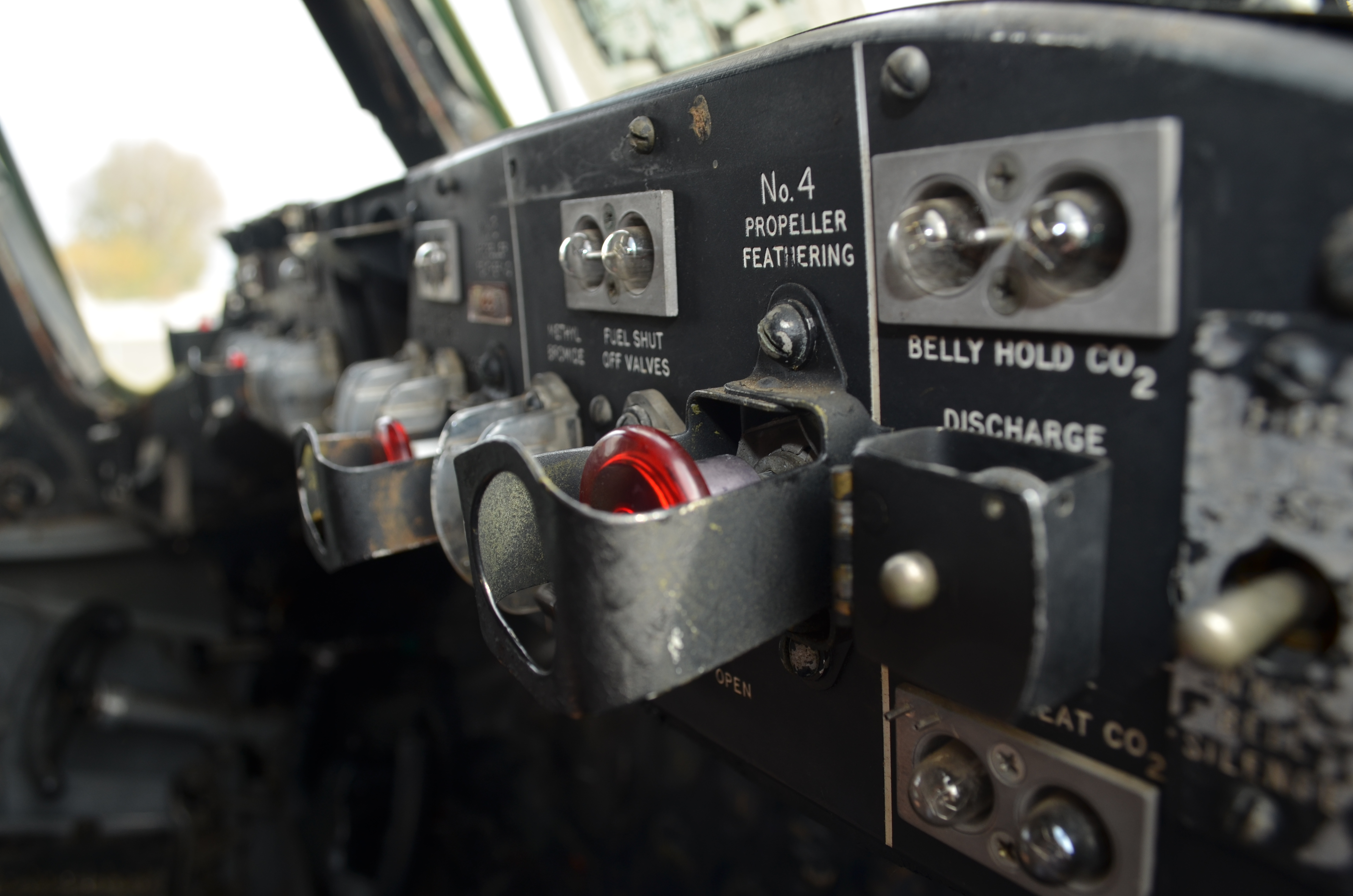
Instrumenty w kabinie pilotów
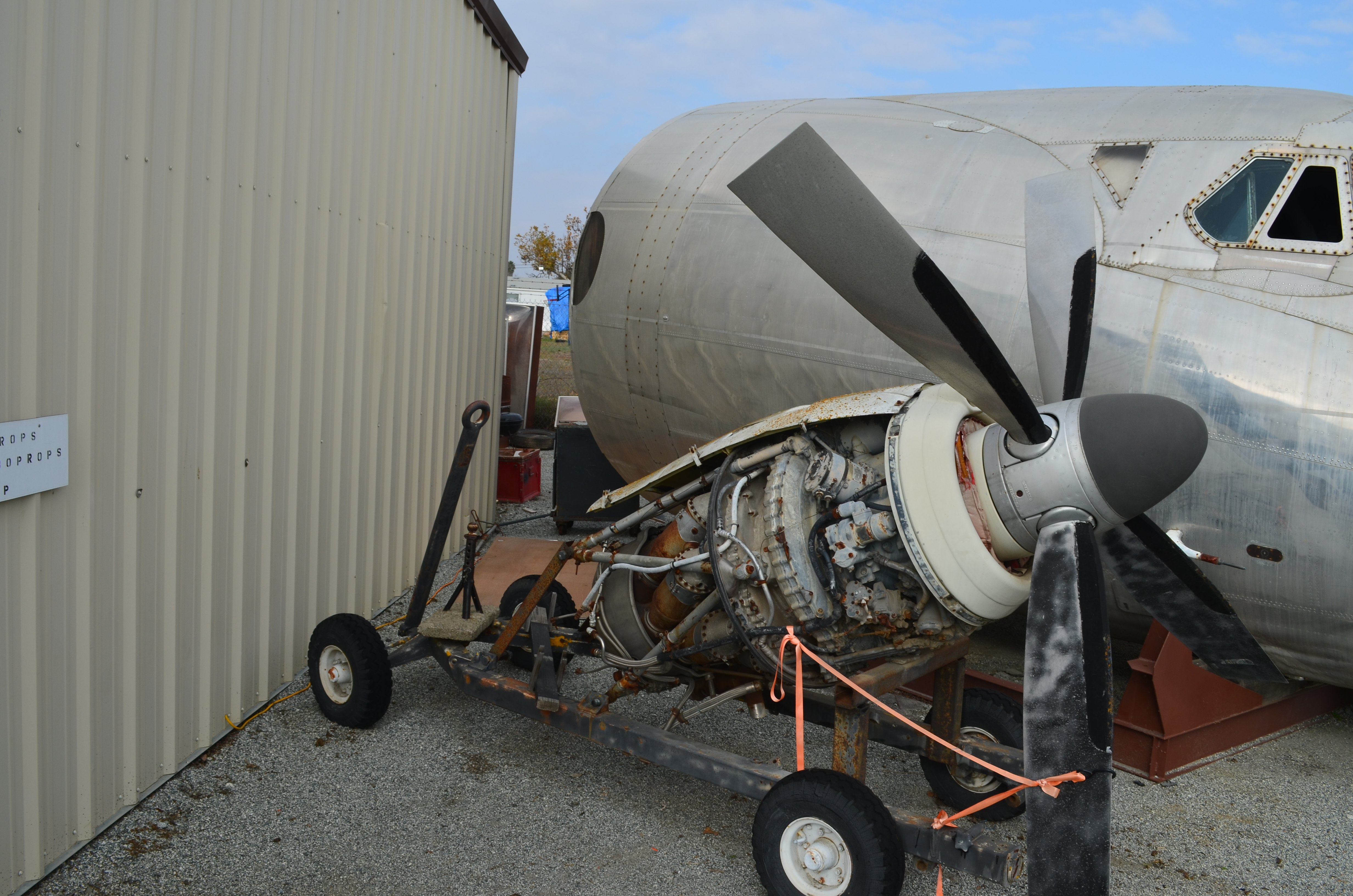
Wymontowany silnik